# 中環（港澳碼頭）巴士總站

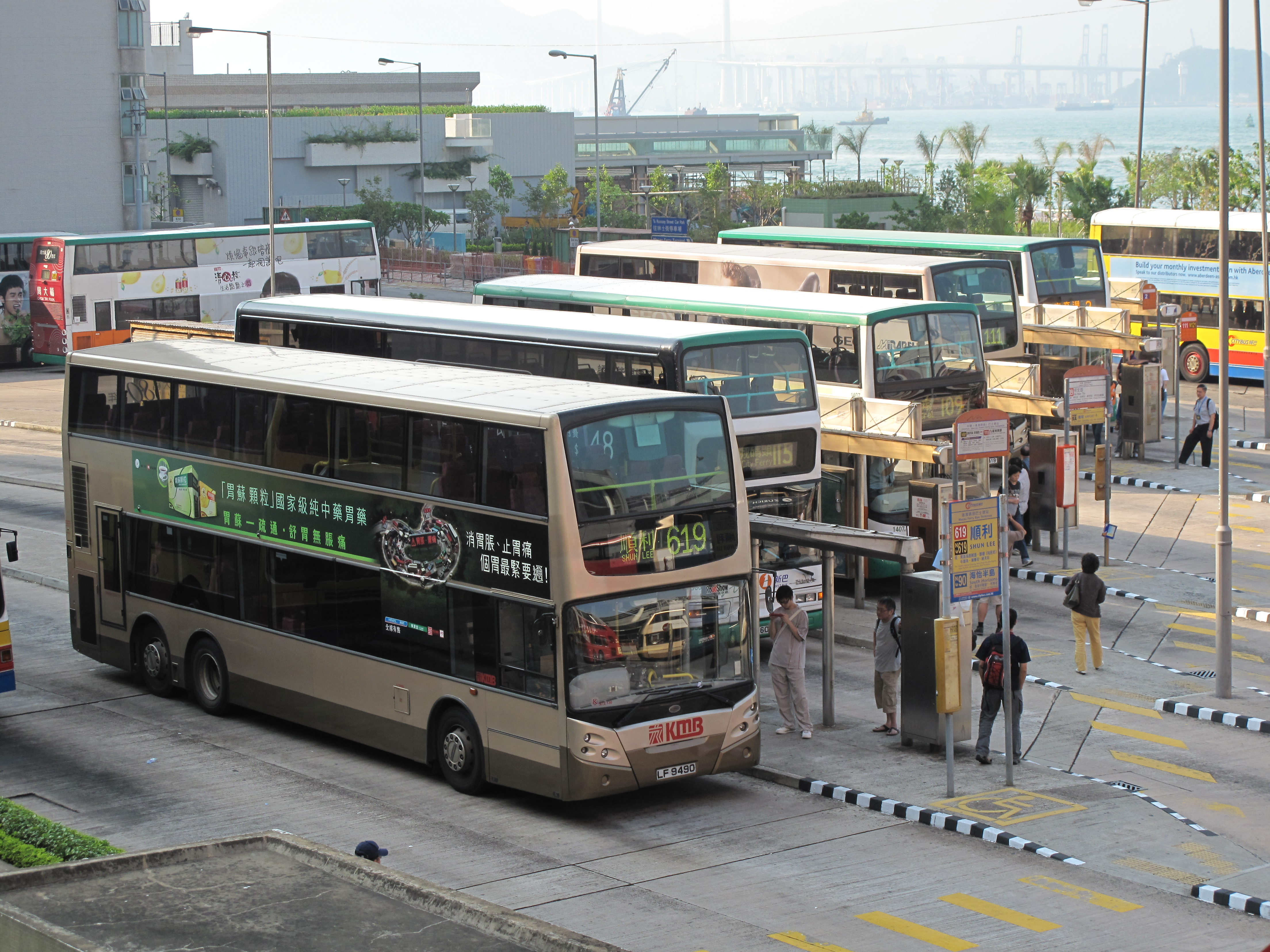
619、115、109、111和2號巴士

中環（港澳碼頭）巴士總站（英語：Central (Macau Ferry) Bus Terminus）是位於香港香港島中西區上環諾道中信德中心西側的巴士總站，稱為「中環」是因為早年經營港島區專利巴士的中華汽車公司所命名。港澳碼頭總站位處於香港港澳碼頭側，方便乘搭渡輪往返澳門及廣東省各航點的乘客，亦因多條前往九龍及新界各地的香港過海隧道巴士路線之總站設於此而成為了中西區的重要交通樞紐之一。

## 總站位置
中環（港澳碼頭）巴士總站入口和出口位於干諾道中（182線的站坑入口位於中港道），四周分別被干諾道中（總站南面）、中景道（西面）、中港道（北面）以及信德中心（東面）包圍。

## 總站路線資料

### 城巴1號線
- 跑馬地（上） ↔ 中環（港澳碼頭）

提供穿梭跑馬地、灣仔、金鐘及中環的流水線巴士服務。

### 城巴2號線
- 嘉亨灣 ↔ 中環（港澳碼頭）

提供穿梭嘉亨灣、愛秩序灣、筲箕灣、西灣河、鰂魚涌、北角、炮台山、銅鑼灣、灣仔、金鐘及中環的流水線巴士服務。

### 過海隧道巴士109線
- 何文田 ↔ 中環（港澳碼頭）

由新巴及九巴聯營，提供何文田及愛民邨來往灣仔（皇后大道東）、金鐘、中環及上環的過海隧巴服務。

### 過海隧道巴士111線
- 坪石／彩虹站 ↔ 中環（港澳碼頭）

111線由新巴及九巴聯營，提供坪石、彩虹邨、新蒲崗、土瓜灣及紅磡來往灣仔、金鐘、中環及上環的過海隧巴服務。

### 過海隧道巴士111P線
- 彩福 ↔ 中環（港澳碼頭）

111P線為111線的特別班次，由新巴及九巴聯營，只在平日早上由彩福邨開出兩班前往中環（港澳碼頭）及平日黃昏由中環（港澳碼頭）開出兩班前往彩福邨。

### 過海隧道巴士115線
- 九龍城碼頭 ↔ 中環（港澳碼頭）

115線由新巴及九巴聯營，提供土瓜灣、黃埔花園及紅磡來往灣仔、中環及上環的過海隧巴服務。

### 過海隧道巴士115P線
- 海逸豪園 → 中環（港澳碼頭）

115P線為115線的晨早特別班次，由新巴及九巴聯營，只在平日早上繁忙時間提供服務，提供海逸豪園、黃埔花園及紅磡往灣仔、中環及上環的晨早過海隧巴服務。

### 過海隧道巴士182、182X線
- 182：中環（港澳碼頭） ↔  沙田（愉翠苑）

由城巴及九巴聯營，提供愉翠苑、圓洲角、沙田第一城、富豪花園、沙角街、乙明邨、秦石邨及新翠邨來往灣仔、金鐘及中環的巴士服務。
- 182X：中環（港澳碼頭） → 沙田（愉翠苑）

182X線乃182線的特快班次，只在星期一至五下午繁忙時間提供回程往沙田區服務，港島區沿182線往沙田方向路線行駛及停站，但駛離紅磡海底隧道後於整個九龍區（紅磡海底隧道至獅子山隧道之間）不設車站直接駛入獅子山隧道往大圍，而且途經乙明邨街後則改經博康巴士總站及水泉澳邨，之後經多石街及沙田圍路直接駛往愉翠苑，而不經182線途經的大涌橋路及沙田第一城一段。

### 過海隧道巴士619、619P、619X線
- 619：順利 ↔ 中環（港澳碼頭）
- 619 (特別班次)：未找到該路綫的special資料，請複查Module:香港巴士/crh。
- 619P：順利 → 中環（港澳碼頭）
- 619X：順利 ↔ 中環（港澳碼頭）

### 過海隧道巴士641線
- 啟德（啟晴邨） ↔ 中環（港澳碼頭）

由新巴及九巴聯營，只在上下班繁忙時間提供服務，提供啟晴邨、啟業邨、九龍灣、牛頭角及觀塘來往灣仔、金鐘、中環及上環的特快過海隧巴服務。

### 過海隧道巴士680X線
- 烏溪沙站 ↔ 中環（港澳碼頭）

由新巴及九巴聯營，只在上下班繁忙時間提供服務，提供馬鞍山區來往灣仔、中環及上環的特快過海隧巴服務，回程並途經金鐘及銅鑼灣。

### 城巴720線
- 嘉亨灣 ↔ 中環（港澳碼頭）

提供嘉亨灣、愛秩序灣、筲箕灣、西灣河及太古城來往灣仔及中環的特快巴士服務。

### 城巴788線
- 小西灣（藍灣半島） ↔ 中環（港澳碼頭）

提供小西灣及翠灣邨一帶來往灣仔及中環的特快巴士服務。

### 城巴N11線
- 中環（港澳碼頭） ↔ 機場

提供來往佐敦、東涌市中心、機場後勤區及香港國際機場的通宵巴士服務。

### 城巴N90線
- 海怡半島 ↔ 中環（港澳碼頭）

提供來往鴨脷洲的通宵巴士服務。

### 過海隧道巴士N121線
- 中環（港澳碼頭） ↔ 牛頭角

提供往來紅磡、土瓜灣、新蒲崗、彩虹及牛頭角的通宵過海隧巴服務。與路線N122提供八達通免費轉乘。

### 過海隧道巴士N182線
- 廣源 ↔ 中環（港澳碼頭）

提供來往何文田、九龍塘、大圍、秦石邨、博康邨、沙角邨、富豪花園、沙田第一城、愉翠苑、廣源邨的通宵過海隧道巴士服務。

### 過海隧道巴士SP10線
- 啟德體育園 → 中環（港澳碼頭）

### 過海隧道巴士N619線
- 順利 ↔ 中環（港澳碼頭）

由城巴及九巴聯營，提供來往觀塘、牛頭角、樂華邨及四順的通宵過海隧道巴士服務。

### 過海隧道巴士N680線
- 錦英苑 ↔ 中環（港澳碼頭）

由九巴及新巴營運，提供來往沙田第一城及馬鞍山的通宵巴士服務。

### 過海隧道巴士N691線
- 調景嶺 ↔ 中環（港澳碼頭）

提供來往藍田、寶達邨、寶琳、坑口及將軍澳市中心的通宵巴士服務。

## 途經路線資料

### 城巴18線
- 北角（健康中街） ↔ 堅尼地城（卑路乍灣）

### 城巴18X線
- 筲箕灣 ↔ 堅尼地城（卑路乍灣）

### 城巴88X線
- 小西灣（藍灣半島） ↔ 堅尼地城（卑路乍灣）

### 過海隧道巴士952P線
- 屯門（置樂花園） → 銅鑼灣（摩頓台）
- 掃管笏 → 銅鑼灣（摩頓台）（特別班次）

### 過海隧道巴士962線
- 屯門（龍門居） ↔ 銅鑼灣（摩頓台）

### 過海隧道巴士962A線
- 屯門（悅湖山莊） → 金鐘（力寶中心）

### 過海隧道巴士962P線
- 屯門（龍門居） → 銅鑼灣（摩頓台）

### 過海隧道巴士969B線
- 天水圍市中心 ↔ 灣仔（菲林明道）

### 過海隧道巴士969P線
- 天水圍市中心 → 銅鑼灣（摩頓台）

### 過海隧道巴士976線
- 新田 ↔ 西灣河

### 過海隧道巴士976A線
- 新田 ↔ 小西灣（藍灣半島）

## 過往路線
- 城巴N8X線
- 過海隧道巴士105A線（已取消）
- 過海隧道巴士119線（已取消）
- 過海隧道巴士141線（已取消）
- 過海隧道巴士182P線（已取消）
- 過海隧道巴士680線
- 過海隧道巴士680P線
- 過海隧道巴士690線
- 過海隧道巴士690P線
- 過海隧道巴士691線（已取消）
- 過海隧道巴士691P線（已取消）
- 過海隧道巴士A2線（已取消）

## 總站設施
該站設有城巴新巴站長室，設於總站入口側。另外於788車坑亦設有車長休息室。

## 車坑分佈
| 車坑分佈（以入口最左邊起計） | 車坑分佈（以入口最左邊起計） | 車坑分佈（以入口最左邊起計） | 車坑分佈（以入口最左邊起計） |
| 車坑編號                     | 車坑寬度                     | 路線 |                              |
| ---------------------------- | ---------------------------- | --- | ---------------------------- |
| A1                           | 離站通道                     | 城巴18、18X線 過海隧道巴士952P、962、962P、969P、976、976A線                                                                               |                              |
| A2                           | 近出口處路邊（從中港道駛入） | 過海隧道巴士182、182X、N182線 |                              |
| B1                           | 近出口處路邊（前）           | 城巴2線 過海隧道巴士962A、969B、N11線 |                              |
| B2                           | 近出口處路邊（後）           | 過海隧道巴士109線﹑N680線 |                              |
| H                            | 三坑                         | 城巴88X、788、N90線 |                              |
| G                            | 單坑                         | 過海隧道巴士115線 |                              |
| F                            | 雙坑                         | 過海隧道巴士111、111P、N121、N691線 |                              |
| E                            | 單坑                         | 城巴1線 |                              |
| D                            | 單坑                         | 城巴720線 |                              |
| C                            | 雙坑                         | 過海隧道巴士619、619X、N619線 |                              |
| I                            | 入站通道                     | 過海隧道巴士641、680X線 |                              |
|                              | 干諾道西旁                   | 過海隧道巴士900、907B、907C、934、934A、935、936、936A、960P、961P、961S、978、978A、978B、980A、980X、981P、985、985A、985B、N368、N373線 |                              |

## 歷史

### 急庇利街（喼庇利街）總站
1960年1月1日，港澳碼頭總站的前身，位於新填海區的急庇利街總站啟用。根據1981年通用《香港街道地方指南》，該總站位於干諾道中禧利街與急庇利街一段北側，現時成為了信德中心；總站入口則面對禧利街，即約現時的港鐵上環站D出口。總站啟用之日，中巴1及3號線均遷進該站，而據1981年地圖記載，1、2、44、111及121路線均以此為總站。

### 港澳碼頭總站
約1981年，位於大笪地原址的新港澳碼頭總站啟用，以騰出急庇利街（喼庇利街）總站位置興建信德中心及新港澳碼頭。早期停站的方向為車頭向南，後來改為現時的車頭向東，現在的總站出口當時兼作出入口用。車頭停站方向和總站入口位置於1988年林士街天橋施工期間變更為現在的樣子，原址則被收回興建海傍警署（該警署於2010年7月18日改稱「中區警署」），1991年左右落成。
1991年，在城巴獲得12A線的專營權後，城巴把該線的總站遷往本總站，唯因車坑數目不足，故政府開闢了一條入口位於中港道的車坑供該線巴士停泊。該車坑後來在21世紀初進行渠務工程被封閉作地盤之用。該車坑已於2008年10月19日起重新啟用，作為過海隧道巴士182線的車坑至今。

### 未來發展
香港政府早前把「中港道地皮」（亦即中環（港澳碼頭）巴士總站）劃入勾地表內。但據政黨消息指出，政府已把該地皮剔出勾地表。

## 外部連結
- 中環（港澳碼頭）巴士總站（页面存档备份，存于），城巴／新巴